# Konvergenz (Philosophie)
Konvergenz (abgeleitet von lat. convergere = sich einander zuwenden) bedeutet die Annäherung verschiedener Methoden und Theoriensysteme an ein sich als tragfähig zu erweisendes Ziel. Konvergenz beschreibt somit die Voraussetzung und Garantie dafür, dass naturwissenschaftlicher Erkenntnis objektive Gültigkeit zukommt.

## Klassisches Beispiel: Geschichte des Wasserstoffmodells
Max Plancks Entdeckung der Quantenphysik legt es nahe, dass es primär weder Massen noch Energien gibt, sondern nur Summen von Wirkungsquanten (Gegensatz von Körper- oder Wellentheorie). Diese Wirkungsquanten erfüllen gleichzeitig Raum und Zeit. Zu demselben Ergebnis kommt auch die Relativitätstheorie. Diese Auffassung wird weiter durch die Geschichte der Entwicklung des Atommodells sowohl belegt als auch in Frage gestellt.
Den mathematischen Theorien zum Atommodell des Wasserstoffs von Johann Jakob Balmer 1885 und William Thomson 1894 – siehe seine Schwingungsformel – lagen mechanische Denkvorstellungen zugrunde (sog. ptolemäisches Atommodell). Das von Ernest Rutherford 1911 entwickelte Atommodell hat man dagegen als kopernikanisches Modell bezeichnet. – Es erwies sich wegen seiner zeitlichen Instabilität infolge der Entkoppelung von Bewegungs- und Strahlungsfrequenz und mangelnder Korrelierung mit dem Wasserstoffspektrum als unzulänglich.
Niels Bohr wendete 1913 auf das Rutherfordmodell die plancksche Quantenhypothese an. Damit waren die genannten Nachteile des rutherfordschen Modells überwunden und eine Übereinstimmung mit Balmers Formel wiederhergestellt. – Der Grund, auch diese Hypothese und das darauf aufbauende Atommodell wieder zu verlassen, besteht in dem einseitig mechanistischen Vorstellungsgehalt der Theorie, der die Feinstruktur des Wasserstoffspektrums nicht zu erklären vermochte.
Arnold Sommerfeld gelang es 1915, die genannten Nachteile der Theorie durch Einführung der Feinstrukturkonstante zu überwinden. In seinem hierdurch erweiterten Modell ist die fest bestimmte Umlaufbahn der Elektronen elliptisch. – Der Nachteil dieser Theorie ergibt sich aus der Austauschwechselwirkung, siehe das Pauli-Verbot. Alle Wasserstofflinien stellten sich als Dubletts heraus. Diese beruhen auf einem Spin des Umlaufelektrons, der zwei Stellungen einnehmen kann, nämlich parallel und antiparallel zum Impuls.
Das von Werner Heisenberg im Jahr 1925 zusammen mit Max Born und Wolfgang Pauli erarbeitete Modell des Wasserstoffs erwies sich schon innerhalb eines Jahres als revisionsbedürftig. – Die Theorie unterschlägt den halbzahligen Spin. Es bestehen Unklarheiten zwischen relativistischer und nichtrelativistischer Berechnung.
Erwin Schrödingers 1926 entwickeltes Modell beruht auf den von Louis-Victor de Broglie beschriebenen Materiewellen. Die unter dem Begriff der Schrödinger-Zeitgleichung in die Wissenschaftsgeschichte eingegangene Beschreibung weist eine Analogie mit der Hamiltonschen Mechanik auf. Sie liefert das Wasserstoffspektrum mit bestechender Genauigkeit. – Leider sind dieser Theorie die gleichen Nachteile zu eigen wie auch dem Modell von Werner Heisenberg. Sie musste daher aufgegeben werden.
Paul Dirac konnte 1928 über den relativistischen Energiesatz eine weitere Variante der Schrödinger-Gleichung erzielen. Sein Erfolg bestand in der Zulassung von vier Wellenfunktionen. Mit Hilfe der Dirac-Gleichung gelang es, das Elektron noch genauer in den Frequenzbedingungen bzw. in dem halbzahligen Spin zu beschreiben. Die Gleichung bestätigt, dass mit Hilfe eines größeren Aufwands an Mathematik tiefere Einblicke in das Wesen der Materie möglich werden. Hans H. Sallhofer hat 1978 eine Übereinstimmung zwischen der Dirac-Gleichung und der Elektrodynamik von Maxwell herausgefunden. – Er berichtet allerdings über sechs Gründe, die Theorie Diracs zu verlassen.
Die von Sallhofer selbst 1990 aufgestellte Theorie des Wasserstoffatoms beruht auf der sogenannten Maxwell-Dirac-Isomorphie (MDI) und versucht unter anderem, das von ihm als einen der Schönheitsfehler des Dirac-Modells beschriebene Potentialdilemma zu beseitigen. – Spätestens dann, wenn die Elektrodynamik verlassen werden muss, wird auch diese Theorie hinfällig sein, schreibt Sallhofer.

## Methodik
Max Hartmann beschrieb das Konvergenzprinzip als vierfaches Methodengefüge bestehend aus Induktion, Deduktion, Analyse und Synthese.